# SN 2006rj
SN 2006rj – supernowa typu II odkryta 6 listopada 2006 roku w galaktyce A044102-1226. Jej maksymalna jasność wynosiła 18,98m.